# دوغ بارفيلد
دوغ بارفيلد (بالإنجليزية: Doug Barfield)‏ هو مدير فني أمريكي، ولد في 14 مارس 1936.